# Francisco León de la Barra
Francisco León de la Barra y Quijano (Querétaro, 16 de junho de 1863 - Biarritz, França, 23 de setembro de 1939) foi um político e diplomata mexicano. Ocupou interinamente o cargo de presidente do México entre 25 de maio e 6 de novembro de 1911.

## Carreira
Licenciado em direito pela Universidad Nacional, é eleito deputado federal em 1891. Entra para o corpo diplomático em 1896 servindo como embaixador em vários países da América do Sul, Bélgica, Países Baixos e Estados Unidos. Durante este tempo ganha reputação como autoridade em direito internacional e é nomeado ministro de relações exteriores em 1911. Assume interinamente a presidência após a renúncia de Porfírio Díaz e terminado o seu mandato, após a eleição de Francisco Madero, viaja para a Itália. No final de 1913, ele também visitou o Império do Japão como enviado especial. Volta a ser nomeado ministro de relações exteriores em 1913 e em 1914 é eleito governador do Estado do México, cargo de que se demite pouco depois para seguir a sua carreira em direito internacional na Europa. Foi presidente do Tribunal Permanente de Arbitragem sediado em Haia e participou em várias comissões internacionais após a Primeira Guerra Mundial.